# Ружичі (Света Неделя)
Ружичі (хорв. Ružići) — населений пункт у Хорватії, в Істрійській жупанії у складі громади Света Неделя.

## Населення
Населення за даними перепису 2011 року становило 99 осіб.
Динаміка чисельності населення поселення:

## Клімат
Середня річна температура становить 12,98 °C, середня максимальна – 26,40 °C, а середня мінімальна – -0,92 °C. Середня річна кількість опадів – 1035 мм.
| Клімат поселення                              | Клімат поселення | Клімат поселення | Клімат поселення | Клімат поселення | Клімат поселення | Клімат поселення | Клімат поселення | Клімат поселення | Клімат поселення | Клімат поселення | Клімат поселення | Клімат поселення | Клімат поселення |
| Показник                                      | Січ.             | Лют.             | Бер.             | Квіт.            | Трав.            | Черв.            | Лип.             | Серп.            | Вер.             | Жовт.            | Лист.            | Груд.            |                  |
| Середній максимум, °C                         | 9,60             | 10,33            | 13,17            | 16,58            | 21,64            | 25,79            | 26,40            | 25,81            | 21,20            | 16,84            | 12,05            | 9,11             |                  |
| Середня температура, °C                       | 4,34             | 5,06             | 7,90             | 11,30            | 16,39            | 20,52            | 22,86            | 22,28            | 17,67            | 13,32            | 8,52             | 5,58             |                  |
| Середній мінімум, °C                          | −0,92            | −0,21            | 2,63             | 6,04             | 11,11            | 15,26            | 19,33            | 18,74            | 14,14            | 9,79             | 4,99             | 2,04             |                  |
| Норма опадів, мм                              | 81               | 66               | 75               | 82               | 70               | 82               | 58               | 83               | 94               | 120              | 125              | 99               |                  |
| Середньомісячна швидкість вітру, м/с          | 2.39             | 2.63             | 2.76             | 2.68             | 2.41             | 2.30             | 2.28             | 2.26             | 2.31             | 2.50             | 2.67             | 2.58             |                  |
| Середньомісячна сонячна радіація, кДж/м²·день | 4544             | 7395             | 10662            | 15109            | 19427            | 21082            | 21876            | 19121            | 14110            | 9084             | 4994             | 3852             |                  |
| --------------------------------------------- | ---------------- | ---------------- | ---------------- | ---------------- | ---------------- | ---------------- | ---------------- | ---------------- | ---------------- | ---------------- | ---------------- | ---------------- | ---------------- |
| Джерело:                                      |                  |                  |                  |                  |                  |                  |                  |                  |                  |                  |                  |                  |                  |